# شارلت (کارولینای شمالی)
شارلت (به انگلیسی: Charlotte) شهری در ایالت کارولینای شمالی کشور ایالات متحده آمریکا است که جمعیت آن در سرشماری سال ۲۰۱۰ میلادی، ۷۳۱٬۴۲۴ نفر بوده‌است.